# Randens
Randens est une ancienne commune française située dans le département de la Savoie, en région Auvergne-Rhône-Alpes.
Le 1er janvier 2019, elle fusionne avec la commune d'Aiguebelle pour former la commune nouvelle de Val-d'Arc.

## Géographie

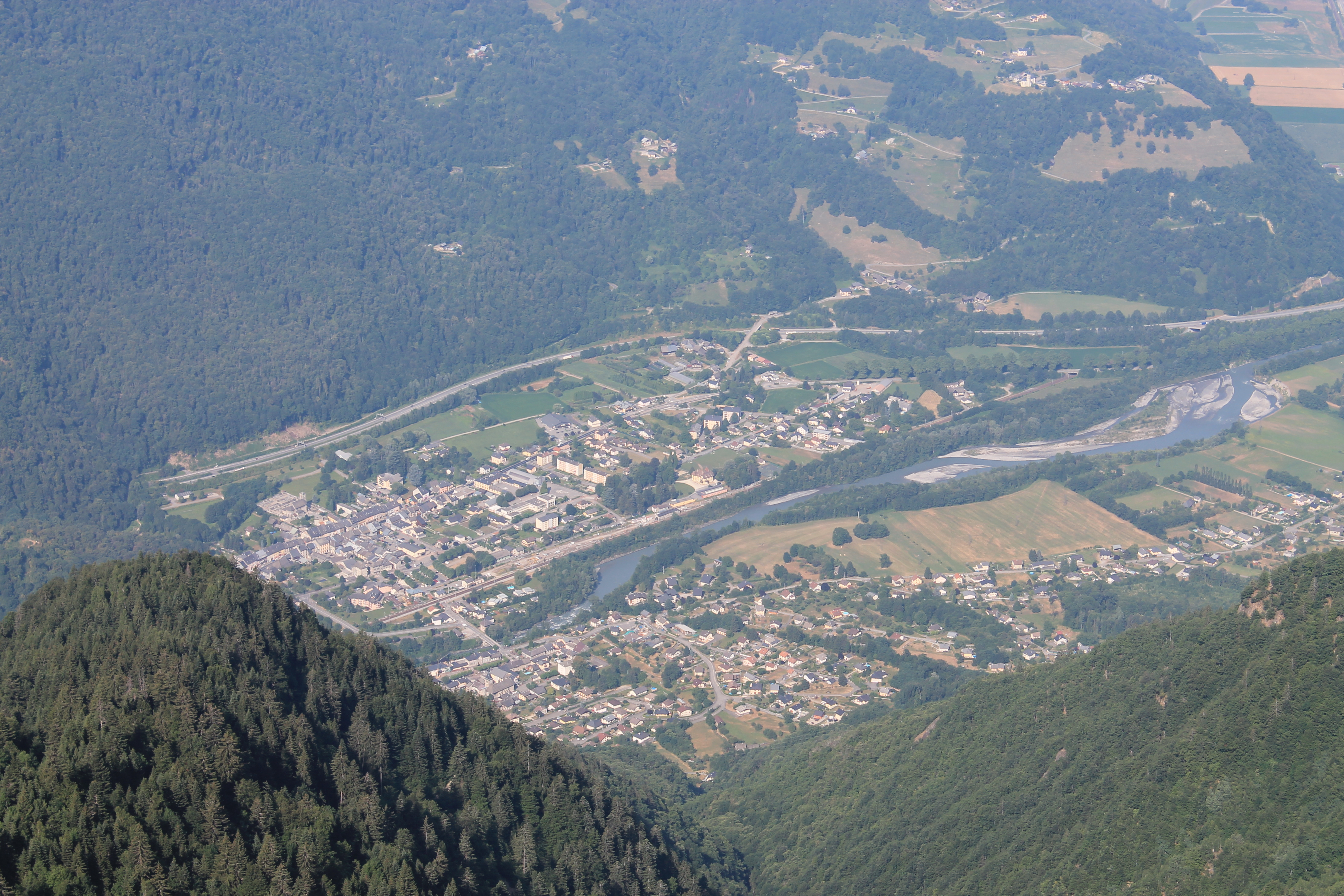
Les villages d'Aiguebelle et de Randens depuis le Char de la Turche.

Le platane séculaire, situé sur la place près de l'église est imposant par sa circonférence de 6,40 m.
Randens se situe dans la rive droite de l'Arc.

## Toponymie
Les premières formes du toponyme sont Ecclesia de Randens (1019), Anselmus de Randens (1200, nom d'homme), Curati de Randens/Guillius de Ramatis (1421, nom d'homme), Nemus de Ramatis (1454, nom d'homme).
Le nom de la commune semble d'origine burgonde, c'est-à-dire germanique orientale. Il pourrait dériver, selon l'auteur Théodore Perrenot, d'un primitif *Randingos, basé sur le nom de personne germanique Randa (Rando selon Ernest Nègre) et suivi du suffixe germanique -ing, romanisé en -ingos. -ingos a régulièrement évolué en -ens et explique la majeure partie des toponymes régionaux possédant cette terminaison.
En francoprovençal, le nom de la commune s'écrit Randè, selon la graphie de Conflans.

## Histoire
Le village de Randens est érigé en commune, à partir d'une partie du territoire d'Aiguebelle, en 1738.
La paroisse de Randens est supprimée lors de l'occupation du duché de Savoie, par les troupes révolutionnaire française et rattachée aux paroisses d'Aiguebelle et de Montsapey. Elle est rétablie en 1818.
Cependant, les deux communes sont regroupées le 1er janvier 2019, pour former la commune nouvelle de Val-d'Arc dont la création est actée par un arrêté préfectoral du 17 décembre 2018.

## Politique et administration
| Période                                  | Période       | Identité  | Étiquette | Qualité                          |
| ---------------------------------------- | ------------- | --------- | --------- | -------------------------------- |
| Les données manquantes sont à compléter. |               |           |           |                                  |
|                                          |               |           |           |                                  |
| mars 1977                                | decembre 2018 | José Rico | PS        | Maire de Val-d'Arc (2019 → 2023) |

## Démographie
L'évolution du nombre d'habitants est connue à travers les recensements de la population effectués dans la commune depuis 1793. Pour les communes de moins de 10 000 habitants, une enquête de recensement portant sur toute la population est réalisée tous les cinq ans, les populations de référence des années intermédiaires étant quant à elles estimées par interpolation ou extrapolation. Pour la commune, le premier recensement exhaustif entrant dans le cadre du nouveau dispositif a été réalisé en 2008.

En 2016, la commune comptait 816 habitants, en évolution de −7,9 % par rapport à 2010 (Savoie : +3,63 %, France hors Mayotte : +2,11 %).
| 1793 | 1800 | 1806 | 1822 | 1838 | 1848 | 1858 | 1861 | 1866 |
| ---- | ---- | ---- | ---- | ---- | ---- | ---- | ---- | ---- |
| 471  | 461  | 456  | 528  | 709  | 766  | 777  | 769  | 805  |

| 1872 | 1876 | 1881 | 1886 | 1891 | 1896 | 1901 | 1906 | 1911 |
| ---- | ---- | ---- | ---- | ---- | ---- | ---- | ---- | ---- |
| 857  | 811  | 766  | 759  | 760  | 773  | 760  | 662  | 593  |

| 1921 | 1926 | 1931 | 1936 | 1946 | 1954 | 1962 | 1968 | 1975 |
| ---- | ---- | ---- | ---- | ---- | ---- | ---- | ---- | ---- |
| 528  | 465  | 397  | 432  | 421  | 683  | 564  | 606  | 651  |

| 1982 | 1990 | 1999 | 2006 | 2008 | 2013 | 2016 | - | - |
| ---- | ---- | ---- | ---- | ---- | ---- | ---- | - | - |
| 656  | 635  | 663  | 795  | 833  | 838  | 816  | - | - |

## Culture locale et patrimoine

### Lieux et monuments
- L'église de l'Assomption.

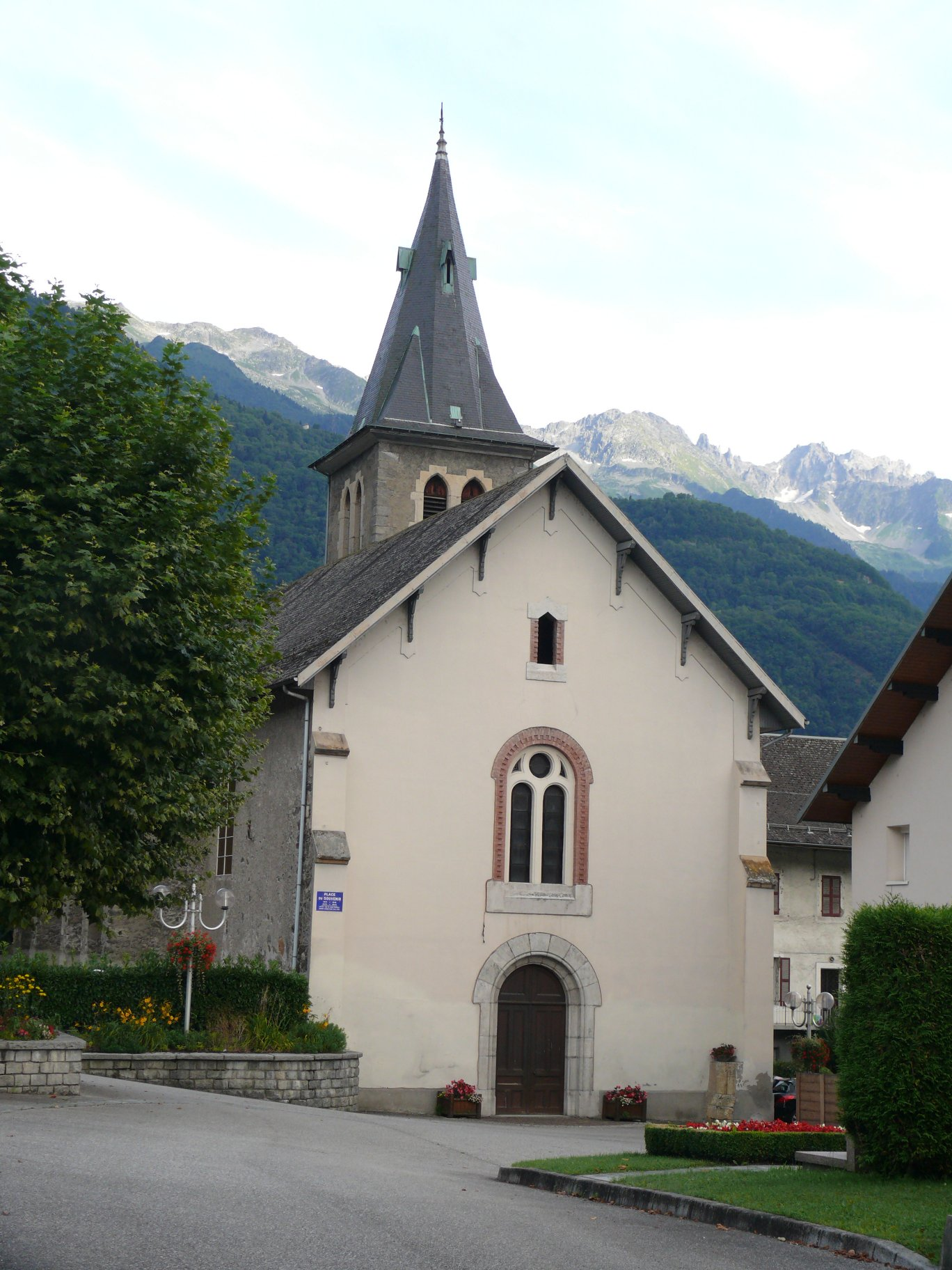
L'église de l'Assomption.

- La collégiale Sainte-Catherine, édifiée entre 1258 et 1267 et définitivement détruite à la suite de débordement du torrent en 1748.

### Personnalités liées à la commune
- Fabrice Fiorèse, footballeur professionnel.